# Prachthoningzuiger
De prachthoningzuiger (Cinnyris superbus; synoniem: Nectarinia superba) is een zangvogel uit de familie Nectariniidae (honingzuigers).

## Verspreiding en leefgebied
Deze soort telt 4 ondersoorten:
- C. s. ashantiensis: van Sierra Leone tot Togo en Benin.
- C. s. nigeriae: zuidoostelijk Benin en zuidelijk Nigeria.
- C. s. superbus: van zuidelijk Kameroen tot Congo-Kinshasa (behalve het noordoosten) en westelijk Angola.
- C. s. buvuma: noordoostelijk Congo-Kinshasa, Oeganda, westelijk Kenia en noordwestelijk Tanzania.